# Polyctenium
Polyctenium es un género botánico  de plantas, pertenecientes a la familia Brassicaceae. Comprende 8 especies descritas y de estas, solo 2 aceptadas.

## Taxonomía
El género fue descrito por Edward Lee Greene y publicado en Leaflets of Botanical Observation and Criticism 2(10): 219–220. 1912.

## Especies aceptadas
A continuación se brinda un listado de las especies del género Polyctenium aceptadas hasta septiembre de 2013, ordenadas alfabéticamente. Para cada una se indica el nombre binomial seguido del autor, abreviado según las convenciones y usos.
- Polyctenium fremontii (S. Watson) Greene
- Polyctenium williamsiae Rollins